# Gulariya
Gulariya é uma cidade e uma nagar panchayat no distrito de Budaun, no estado indiano de Uttar Pradesh.

## Demografia
Segundo o censo de 2001, Gulariya tinha uma população de 4886 habitantes. Os indivíduos do sexo masculino constituem 54% da população e os do sexo feminino 46%. Gulariya tem uma taxa de literacia de 44%, inferior à média nacional de 59.5%: a literacia no sexo masculino é de 51% e no sexo feminino é de 35%. Em Gulariya, 17% da população está abaixo dos 6 anos de idade.